# Хабаров, Александр Игоревич
Александр Игоревич Хабаров (11 февраля 1954, Севастополь — 25 апреля 2020, Домодедово) — русский поэт, прозаик и журналист.

## Биография
Учился в мореходном училище и Крымском государственном университете. Работал матросом-рулевым, инструктором-спелеологом, спасателем, наладчиком ЭВМ, журналистом в крымских газетах. Дважды, в 1977 и 1984 годах, был осуждён по антисоветским статьям, в общей сложности пять лет провёл в заключении. Во время перестройки работал в журналах АПН.
В 1996 году вступил в Союз писателей России.

## Публикации

### Книжные публикации
- Книга стихов «Спаси меня» — М.: «Молодая гвардия», 1989.
- Книга стихов «Ноша» — М.: «Эребус», 1996.
- Публицистическое исследование-бестселлер «Тюрьма и зона» — М.: Центрполиграф, 1997, 2000; АСТ-Пресс — 2003.
- Публицистический бестселлер «Россия ментовская» — М.: «Эксмо», 1998, 2000.
- Роман «Эксперт» — М.: Издательский дом «Аргументы и Факты», 2001. — (АиФ-бестселлер)
- Роман «Воровской бунт» — М.: Аст-пресс, 2003. (2 издания)

В 2012 году вышла книга стихов «Жесть и золото».
В 2017 — книга стихов «Из жизни ангелов», издательство «Букскриптор».

### Периодика
С 1988 по 2019 гг. — постоянный автор различных периодических изданий, в том числе: журнал «Москва», журнал «Юность», журнал «Новая Россия», журнал «Лепта», журнал «Странник», журнал «Простор», «Литературная Россия», «Литературная газета», «Деловая Трибуна», «Московский журнал», издания РИА Новости («Диалог», «Экос» и др.), «Наша власть: дела и лица», журнал «Москва», № 8 2008 год, журнал «Нева» № 5 2010 год. В 2010 году стихотворение «Слухи о смерти поэта» вошло в антологию «Лучшие стихи 2010 года» (Составитель — Максим Амелин)
Стихи вошли в антологию «Русская поэзия. Век ХХ» — «Олма-пресс», М., 1999. Последние публикации: журнал «Плавучий мост» (Германия — Россия), «День позии» — 2019.

## Литературные премии
- Журнала «Москва» — 1996 год
- Журнала «Юность» — им. В. Соколова — 1997 год.
- Всероссийская литературная премия им. Н. Заболоцкого за книгу стихов «Ноша» — 2000 год.
- «Золотое Перо Московии» — 2004 год
- Журнала «Seagull» (Чайка), США, 2008 год, поэзия
- Литературная премия и медаль им. А. Чехова Московской организации Союза писателей России — 2011 год.
- Премия журнала «Москва» за лучшую поэтическую публикацию — 1996, 2011, 2013
- Общенациональная Горьковская литературная премия (поэзия) — 2015